# Халтурино (Московская область)
Халту́рино — деревня в Орехово-Зуевском муниципальном районе Московской области. Входит в состав сельского поселения Белавинское. Население — 22 чел. (2010).

## Название
Название связано с некалендарным личным именем Халтура.

## Расположение
Деревня Халтурино расположена в восточной части Орехово-Зуевского района, примерно в 28 км к юго-востоку от города Орехово-Зуево. Высота над уровнем моря 130 м.

## История
До отмены крепостного права жители деревни относились к разряду государственных крестьян. После 1861 года деревня вошла в состав Петровской волости Егорьевского уезда. Приход находился в селе Пашнево.
В 1926 году деревня входила в Белавинский сельсовет Красновской волости Егорьевского уезда.
В 1994—2006 гг. Халтурино входило в состав Белавинского сельского округа Орехово-Зуевского района.

## Население
В 1885 году в деревне проживало 481 человек, в 1905 году — 559 человек (292 мужчины, 267 женщин), в 1926 году — 535 человек (226 мужчин, 309 женщин). По переписи 2002 года — 21 человек (10 мужчин, 11 женщин).
| 1859 | 1868 | 1885 | 1905 | 1926 | 2002 | 2006 |
| ---- | ---- | ---- | ---- | ---- | ---- | ---- |
| 332  | ↗382 | ↗481 | ↗559 | ↘535 | ↘21  | ↘10  |
| 2010 |      |      |      |      |      |      |
| ↗22  |      |      |      |      |      |      |